# Irwinomyia argentea
Irwinomyia argentea là một loài ruồi trong họ Asilidae. Irwinomyia argentea được Londt miêu tả năm 1994. Loài này phân bố ở vùng nhiệt đới châu Phi.